# Нагаокакё (столица)
Нагаокакё (яп. 長岡京 нагаокакё:, «столица Нагаока») — город, который был столицей Японии с 784 по 794 год. Он находился в провинции Ямасиро, на месте современных городов Нагаокакё (названного в его честь), Муко и района Киото Нисикё. Время, когда Нагаокакё был столицей, обычно включают в период Нара.

## История
Возведение столицы в деревне Нагаока началось в 784 году.
В конце периода Нара в Японии всё явственнее проявлялась борьба за власть между императором, аристократией и духовенством — буддийские монастыри контролировали хозяйственный сектор и даже совершили попытку государственного переворота в VIII веке, после чего император Камму решил перенести столицу из окружённой монастырями Нары в недостроенный город Нагаокакё. Среди возможных причин выбора данного региона — то, что там жило множество мигрантов с Корейского полуострова, а мать Камму, Такано-но Ниигаса, была потомком короля Пэкче Мурёна. В Сёку нихонги приводится «официальная» причина — лучший доступ к водным транспортным путям.
Чрезвычайная срочность переезда подтверждена несколькими необычными шагами: император приказал направлять налоги 784 года сразу в новую столицу, а также распорядился распределить часть «правильного» налога (яп. 正税 сё:дзэй) среди высокопоставленных чиновников и некоторых членов королевской семьи, чтобы те смогли построить себе резиденции. Место расположения дворца изначально было резиденцией вождя корейского клана Хаджи/Хадзи (кор. 하지, яп. 荷知), родственников императора Камму. Трудовая повинность дзацуё в середине 785 года была распространена на всю страну и все сословия, включая странствующих, чтобы собрать максимальное количество людей. Новогодние празднования 785 года проведены уже в новой столице
Город был выстроен в китайском стиле с геометрически правильным планом, аналогично Фудзиваракё и Наре. В Нагаокакё была создана копия святилища Касуга, Охарано-дзиндзя, а несколько храмов были перевезены сначала в Нагаокакё, а затем в Хэйан (среди них — Хоккэ-дзи). Дворец расположен на склонах гор Нисияма и Муко, из-за чего строители устроили террасы.
Вечером 23 дня 9 лунного месяца 785 года главный архитектор Нагаокакё, Фудзивара-но Танэцугу, был застрелен во время осмотра строящегося дворца, предположительно, по приказу принца Савары. Убийство архитектора, а также несколько наводнений, частых в окрестностях Нагаокакё, были сочтены дурными предзнаменованиями. Пост главного архитектора сперва занял глава рода Саэки, Саэки Имаэмиси, уволенный через семь месяцев, а затем — потомок иммигрантов из Пэкче из провинции Оми. Император приказал усилить контроль над сбором налогов и распространил налоговую нагрузку на приезжих, однако местные власти неохотно собирали и передавали деньги.
Дворцовые интриги затянули дорогостоящее переселение, и планы Камму по возвышению императорской власти потерпели крах — страна оказалась в руках богатых семейств. Столицу перенесли в Хэйан-кё (современный Киото).

## Раскопки

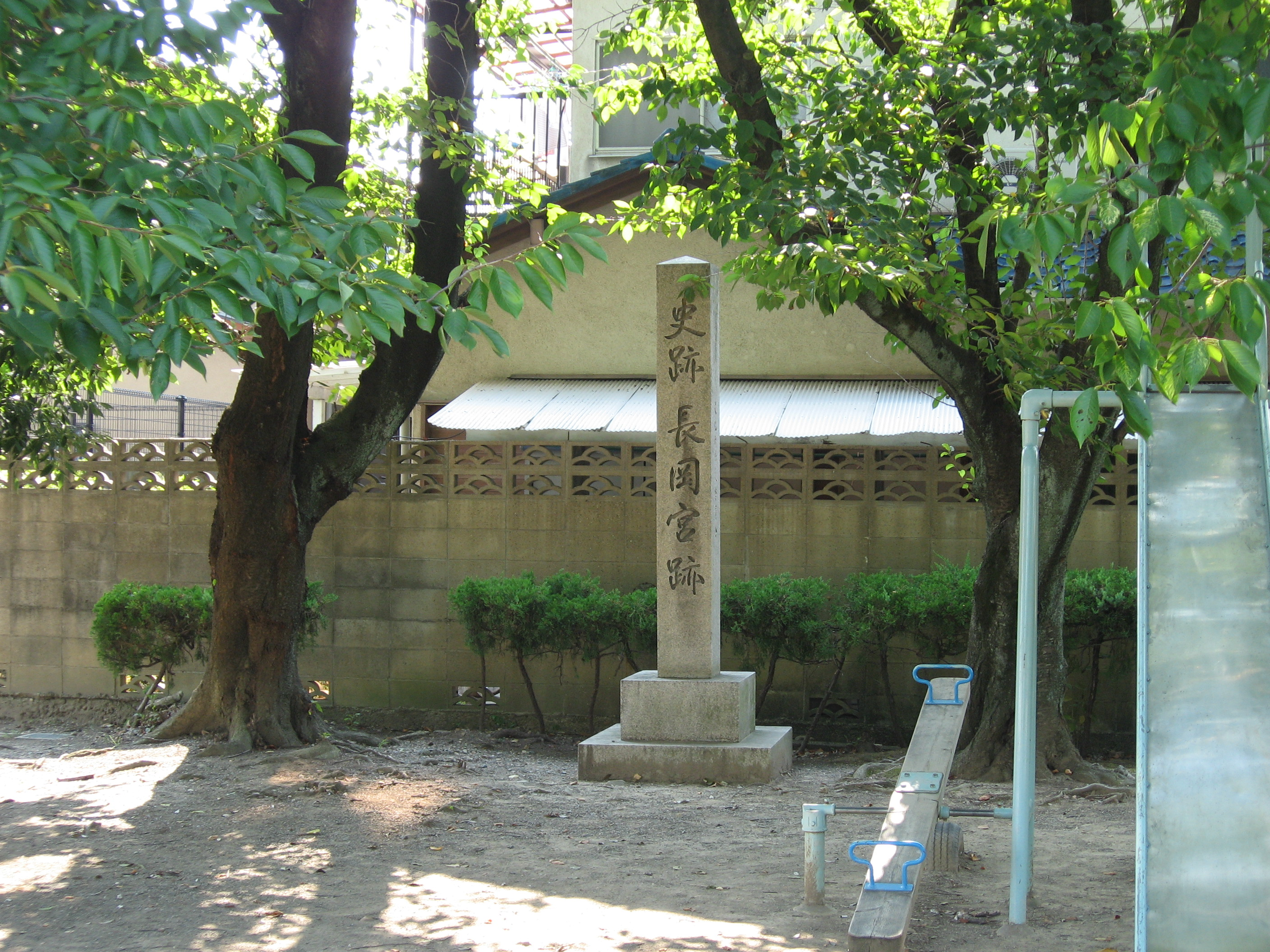
Стела, установленная на месте дворца в современный период

В 1954 году в результате раскопок были обнаружены руины южных ворот императорской резиденции; в 1961 году были найдены руины зала для аудиенций, а в 1969 — сама императорская резиденция. К 1970 году был составлен предположительный план города, а также обнаружены деревянные таблички с надписями. К концу 1990-х годов были открыты местоположения и руины ещё одной резиденции, мест проживания наследников и ограда вокруг государственного совета.